# Allium glandulosum
Allium glandulosum là một loài thực vật có hoa trong họ Amaryllidaceae. Loài này được Link & Otto mô tả khoa học đầu tiên năm 1828.